# Dami Im (album)
Dami Im è il secondo album in studio della cantante australiana Dami Im, pubblicato il 15 novembre 2013.
Dall'album è stato estratto il singolo Alive, il quale ha raggiunto la prima posizione in Australia.

## Tracce
1. Alive – 3:56 (Anthony Egizii, David Musumeci)
2. One – 3:43 (Bono) – Originariamente interpretata dagli U2
3. Purple Rain – 3:16 (Prince) – Originariamente interpretata da Prince
4. Don't Leave Me This Way – 3:50 (Kenneth Gamble, Leon Huff, Cary Gilbert) – Originariamente interpretata da Thelma Houston
5. Roar – 3:45 (Katy Perry, Lukasz Gottwald, Max Martin, Bonnie McKee, Henry Russell Walter) – Originariamente interpretata da Katy Perry
6. Bridge over Troubled Waters – 3:35 (Paul Simon) – Originariamente interpretata dai Simon & Garfunkel
7. Wrecking Ball – 3:23 (Lukasz Gottwald, Maureen Anne McDonald, Stephan Moccio, Sacha Skarbek, Henry Russell Walter) – Originariamente interpretata da Miley Cyrus
8. Hero – 3:34 (Mariah Carey Walter Afanasieff) – Originariamente interpretata da Mariah Carey
9. And I'm Telling You – 2:55 (Tom Eyen, Henry Krieger) – Originariamente interpretata da Jennifer Hudson
10. Best of You – 3:27 (Dave Grohl, Taylor Hawkins, Nate Mendel, Chris Shiflett) – Originariamente interpretata dai Foo Fighters
11. Saving All My Love for You – 3:05 (Michael Masser Gerry Goffin) – Originariamente interpretata da Whitney Houston

## Classifiche

### Classifiche Settimanali
| Classifica (2013) | Posizione massima |
| ----------------- | ----------------- |
| Australia         | 1                 |

### Classifiche di fine anno
| Classifica (2007) | Posizione |
| ----------------- | --------- |
| Australia         | 17        |